# Антоније Поп Христић
Антоније Поп Христић (Ениџе Вардар, 11. јануар 1871 — Београд, 17. новембар 1950) је био српски професор и дипломата.
Поп Христић је рођен 11. јануара у Ениџи Вардару у Македонији. Завршио је Правни факултет у Београду 1896. године, лисенс права у Женеви и докторирао је у Бриселу. Био је наставник гимназије у Солуну, Скопљу (1896/97) и професор гимназије у Солуну од 1899. до 1901. године. Радио је као дијуриста посланства у Атини од 1903. до 1904. године, писар прве класе посланства у Цариграду од 1904. до 1906. године, премештен је 1906. године у конзулат у Битољу, а потом је био писар у Министарству иностраних дела (МИД) од 1906. до 1909. године, када је пензионисан. Враћен је у МИД  где је радио као секретар од 1910. до 1913. године, када је по својој молби пензионисан. За време Првог светског рата био је на дужности дијуристе Генералног конзулата у Солуну од 1917. до 1919. године. Био је полиглота, говорио је грчки, француски, италијански, турски и немачки језик. Оженио се Леном, са којом је имао ћерку Јелицу.

## Литаратура
Новаков, Александра Ж. (2014). Средње српске школе у Османском царству (1878 – 1912). Нови Сад.